# Hemicaranx amblyrhynchus
Hemicaranx amblyrhynchus es una especie de peces de la familia Carangidae en el orden de los Perciformes.

## Morfología
• Los machos pueden llegar alcanzar los 50 cm de longitud total.

## Distribución geográfica
Se encuentra desde Carolina del Norte (Estados Unidos) y el norte del Golfo de México hasta Florianópolis (Brasil ).